# Sitio de Cumaná (1817)
El Sitio de Cumaná (1817) fue un enfrentamiento militar sucedido durante la Guerra de independencia de Venezuela.

## Antecedentes
Al momento de desembarcar el Jefe Supremo Simón Bolívar en Barcelona, el 1 de enero de 1817, el general en jefe Santiago Mariño tenía entre Cumaná y Río Caribe 800 soldados. Entre tanto, los realistas habían tenido que evacuar isla Margarita ante la rebelión del general en jefe Juan Bautista Arismendi. Mariño se dio a la tarea de reclutar hombres entre las numerosas guerrillas de la región para poder tomar la ciudad. Anteriormente, con las tropas evacuadas, los monárquicos fortificaron varios puntos de la provincia de Cumaná pero fueron incapaces de impedir el avance de Mariño, quien estableció su campamento en la sábana del Cautaro.
Mil soldados evacuados fueron llevados el 4 de noviembre de 1816 a Cumaná, mientras los dragones que formaban la guarnición local a las órdenes del coronel Juan Antonio Aldama Irabien, son enviados a Caracas para luego unirse al ejército que se agrupaba en Orituco. Anteriormente, el gobernador realista de la ciudad, brigadier Tomás de Cires, había rechazado varios ataques de Mariño y José Francisco Bermúdez.

## Asedio
El 18 de enero Santiago Mariño le dio cuatro horas al brigadier realista Juan Bautista Pardo para rendir la ciudad, pero éste se negó. El venezolano movió sus tropas al sitio del Barbudo para observar las defensas, después ordenó un asalto pero la defensa terrestre fue apoyada por siete buques de guerra en la costa, lo que no impidió a los patriotas tomar la Casa Fuerte. Después se hicieron con los barrios exteriores y el de Chiclana, empujando al enemigo al centro.
Entre las 09:00 y 16:00 horas del 19 de enero, Mariño ordena al general de brigada Juan Manuel Valdés, ya herido, tomar las alturas de Agua Santa, pero cuando las tropas estaban por hacerse con la posición un ayudante dio erróneamente la orden de retirada. Los ataques siguieron hasta las 19:00 horas bajo el fuego de las baterías del castillo San Antonio y el reducto San Fernando. Los patriotas cargaron tres veces contra los parapetos alrededor del hospital y en cada ocasión fueron rechazados. El duelo de las artillerías siguió hasta el amanecer siguiente. Cuando se agotaron las municiones de los patriotas sus ataques se acabaron.
Santiago Mariño se retiró al caserío Los Cerritos, cerca de la ciudad, donde pernoctó. A la mañana siguiente volvió a su cuartel general de Cautaro, pero pocas horas después se enteró de que los realistas habían enviado una goleta, dos flecheras y algunos soldados para atacar en el golfo de Cariaco al parque que estaba esperando. Inmediatamente, Mariño envió a un oficial de su Estado Mayor, comandante Francisco Mejía, con 50 infantes a salvar el convoy.
Al amanecer del 21 de enero, Francisco Mejía avistó en el pueblo de Marigüitar a los buques enemigos y en la bahía de Montecristo emboscó al capitán de navío José de Echeverría cuando desembarcaba a sus hombres, tomándolo por sorpresa, para las 14:00 horas el combate había acabado; sólo se salvaron los monárquicos que lograron abordar las naves de vuelta. Por su victoria, Mariño ascendió a Mejía a teniente coronel.

## Consecuencias
Los ataques habían resultado inútiles, los patriotas no podían ni adelantar las posiciones cuando llegaron noticias alarmantes desde Barcelona. Simón Bolívar apenas tenía soldados (600 de ellos reclutas bisoños) y le pedía ayuda pues sabía que sería atacado por el ejército realista de Orituco.
El 20 Mariño salía a Cantaura y luego a Cumanacoa dejando al general de brigada José Francisco Bermúdez y a la escuadra republicana la misión de bloquear la ciudad, finamente la cancela. Dejaba como gobernador de la provincia al coronel Antonio José de Sucre y acompañado del jefe de su Estado Mayor, Rafael Guevara, los oficiales Bermúdez, Valdés y Agustín Armario y 1.200 soldados sale para Barcelona, parte de sus tropas iban por mar.